# Zhou Yu (tafeltennisser)
Zhou Yu (Chinees: 周雨; Suqian, 19 mei 1992) is een Chinees voormalig professioneel tafeltennisser. Hij speelt linkshandig, met de shakehandgreep. Zhou is zijn achternaam.

## Belangrijkste resultaten
- Zilver in het mannen dubbelspel op de wereldkampioenschappen 2015 met Fan Zhendong.
- Brons in het mannen dubbelspel op de wereldkampioenschappen 2013 met Wang Liqin.